# Campeonato Pan-Americano de Ginástica Artística de 2008
O Campeonato Pan-Americano de Ginástica Artística por Aparelhos de 2008 foi realizado em Rosário, Argentina, de 19 a 23 de novembro de 2008.

## Medalhistas
| Evento              | Ouro                                   | Prata                     | Bronze                                      |
| ------------------- | -------------------------------------- | ------------------------- | ------------------------------------------- |
| Masculino           |                                        |                           |                                             |
| Solo                | Mario Berrios (PER)                    | Sebastian Melchiori (ARG) | Arthur Zanetti (BRA)                        |
| Cavalo com alças    | Jose Fuentes (VEN)                     | Danell Leyva (USA)        | Rafael Morales (PUR)                        |
| Argolas             | Regulo Carmona (VEN)                   | Federico Molinari (ARG)   | Arthur Zanetti (BRA)                        |
| Salto               | Daniel Corral (MEX) Sergio Ramos (PUR) | —                         | Victor Camargo (BRA)                        |
| Barras paralelas    | Jose Fuentes (VEN)                     | Danell Leyva (USA)        | Federico Molinari (ARG)                     |
| Barra fixa          | Danell Leyva (USA)                     | Jose Fuentes (VEN)        | Lucas Chiarlo (ARG)                         |
| Feminino            |                                        |                           |                                             |
| Salto               | Corrie Lothrop (USA)                   | Olivia Courtney (USA)     | Ayelen Tarabini (ARG) Sidney Sanabria (PUR) |
| Barras assimétricas | Samantha Shapiro (USA)                 | Corrie Lothrop (USA)      | Juliana Santos (BRA)                        |
| Trave               | Samantha Shapiro (USA)                 | Corrie Lothrop (USA)      | Yessenia Estrada (MEX)                      |
| Solo                | Olivia Courtney (USA)                  | Corrie Lothrop (USA)      | Virginia Deluzio (ARG)                      |

## Quadro de medalhas
*   país anfitrião (Argentina)
| Pos.               | País               | Ouro | Prata | Bronze | Total |
| ------------------ | ------------------ | ---- | ----- | ------ | ----- |
| 1                  | Estados Unidos     | 5    | 6     | 0      | 11    |
| 2                  | Venezuela          | 3    | 1     | 0      | 4     |
| 3                  | Porto Rico         | 1    | 0     | 2      | 3     |
| 4                  | México             | 1    | 0     | 1      | 2     |
| 5                  | Peru               | 1    | 0     | 0      | 1     |
| 6                  | Argentina          | 0    | 2     | 4      | 6     |
| 7                  | Brasil             | 0    | 0     | 4      | 4     |
| Total (7 entradas) | Total (7 entradas) | 11   | 9     | 11     | 31    |